# Detern
Detern település Németországban, azon belül Alsó-Szászország tartományban. Lakosainak száma 2858 fő (2023. december 31.). Detern Barßel, Uplengen, Filsum és Ostrhauderfehn községekkel határos.

## Népesség
A település népességének változása:
| Lakosok száma | 2758 | 2766 | 2780 | 2790 | 2835 | 2858 |
|               | 2016 | 2017 | 2019 | 2021 | 2022 | 2023 |